# Leilah Weinraub
Leilah Weinraub, född 1979 i Los Angeles, är en amerikansk filmskapare, konceptkonstnär och tidigare chef för modemärket Hood By Air. 2018 utnämndes hon till Art of Nonfiction-fellow hos Sundance Institute. Hennes dokumentärbaserade dramafilm Shakedown (2018) presenterar en motsägelsefull och alternativ kultur i det mångkulturella Los Angeles.

## Biografi

### Bakgrund och tidig karriär
Weinraubs far var barnläkare av  judisk etnicitet och kom från Fort Wayne i Indiana, medan modern var afroamerikansk textildesigner och kom från Compton i Kalifornien.
Hon studerade i ett års tid på jordbrukshögskola i Israel, innan hon återvände till USA och där flyttade ut ur föräldrahemmet. Senare genomförde hon studier vid Antioch College samt oavslutade studier på filmprogrammet vid Bard College. Under studierna vid Antioch kämpade hon med att förstå de enligt henne konstgjorda uppdelningarna inom filmbranschen, där exempelvis reklam- och konstfilmsskapare utvecklat helt olika och isolerade kulturer.
1998 blev Weinraub bekant med American History X-regissören Tony Kaye under den tid hon arbetade vid klädbutiken Maxfield's i Los Angeles. I utbyte mot att Kaye betalade Weinraubs terminsavgift vid Antioch College fungerade hon som assistent på hans projekt Lake of Fire.

### Shakedown
2002 började den då 23 år gamla Weinraub spela in filmmaterial på Shakedown, en strippklubb med afroamerikansk och lesbisk inriktning i Mid-City-området i Los Angeles. Under de kommande sex åren samlade hon på sig över 400 timmars videomaterial från föreställningarna och livet runt klubben under två års tid (samt intervjuer med medverkande under ytterligare ett decennium), liksom om den motsägelsefulla kulturen – både sexualiserad och rättsövervakad – i Los Angeles. Resultatet, dokumentärfilmen Shakedown, hade premiär vid 2018 års Berlinale, efter att ursprungligen ha planerats färdigställas under 2012. Filmens produktion förtydligar att föreställningarna på klubben inte sker för kameran utan för klubbens – mestadels kvinnliga – besökare. Den följer då mer den kvinnliga än den manliga blicken.
Senare har filmen visats på ett antal olika konstinstitutioner och filmfestivaler. Dessa inkluderar Tate Gallery och ICA i London, MoMA PS1 och Gavin Brown's Enterprise i New York, Centre d'Art Contemporain i Genève, True/False Film Festival i Missouri, Sheffield Doc/Fest, Image Festival i Toronto och Frameline Film Festival i San Francisco. En kortare version av filmen visades 2017 som del av Whitneybiennalen.
Filmen beskrevs i Vanity Fair som en korsning mellan sex och dokumentär som skulle passa både på Pornhub och hos kvalitetsfilmdistributören Criterion. 2020 skedde just detta, när Pornhub under mars månad – då internet fick ökad betydelse under covid-19-pandemins nedstängning av samhället – distribuerade filmen fritt, som den första icke-pornografiska filmen på plattformen. Därefter har filmen nås via Criterions betalplattform. Däremot har Netflix tackat nej till distribution på sin plattform.

### Hood By Air
2012 började Weinraub arbeta hos det uppmärksammade modemärket Hood By Air, kopplat till Nike som dess "streatwearmärke". På företaget avancerade hon så småningom till posten som VD, och hon uppehöll denna position fram till märkets avbrott i verksamheten 2017. Weinraub var öppet skeptisk till märkets stöd till olika celebriteter och såg till att märket hölls stängt från utomstående investerare. 2016 ledde Weinraub en modevisning i samarbete med Pornhub, vilken hon ser som en plattform som går att påverka genom att inte undvika den.

## Filmografi (urval)
- The Perfect Ones (2006, kortfilm, regi av Nao Bestamante & Matt Johnstone) – statistroll[19]
- A Lion in the House (2006, långfilmsdokumentär, regi av Steven Bognar & Julia Reichert) – klippningsassistent[20]
- I-Be Area (2007, långfilm, regi av Ryan Trecartin) – rollen "Taurine"[19]
- K-Corea lNC.K (2009, långfilm, regi av Ryan Trecartin) – rollen "Israel Korea"[21]
- Popular Sky (Section Ish) (2009, kortfilm, regi av Ryan Trecartin) – rollerna "Night Sphace" / "Israel Korea" / "Olap Just"[22]
- Hood by Air: Bandana (2012, reklamfilm) – regissör[23]
- Hood By Air: Spring 2015 New York Fashion Show (2014, reklamfilm) – regi med Jon Clements[24]
- Shakedown (2018, dokudrama) – manus och regi[25]
- Everything But the World (2022, kortfilm) – rollen "Schock Jock"[26]
- Independent Lens (dokumentärserie, PBS[27]) – klippningsassistent för två avsnitt 2006[28]
- (kommande) Seek No Favor (kortfilm) – regissör med Elle Clay[29]